# Big Wells, Texas
Big Wells là một thành phố thuộc quận Dimmit, tiểu bang Texas, Hoa Kỳ. Năm 2010, dân số của xã này là 697 người.

## Dân số
- Dân số năm 2000: 704 người.
- Dân số năm 2010: 697 người.